# Kévin N'Doram
Kévin N'Doram (Saint-Sébastien-sur-Loire, 22 gennaio 1996) è un calciatore francese di origini ciadiane, difensore o centrocampista dell'Al-Kholood.

## Biografia
È figlio dell'ex calciatore e allenatore Japhet N'Doram, bandiera del Nantes negli anni novanta.

## Carriera

### Club
Il 1º luglio 2019 il Metz annuncia l'arrivo in prestito di N'Doram dal Monaco. Il 4 giugno 2020, i granata annunciano il suo acquisto a titolo definitivo. N'Doram firma un contratto fino al 2024. Pochi giorni dopo, subisce la rottura del tendine d'Achille in allenamento, venendo costretto ad operarsi e rimanendo fuori dai campi per 6 mesi.

### Nazionale
Ha giocato nella nazionale francese Under-21.

## Statistiche

### Presenze e reti nei club
Statistiche aggiornate al 16 ottobre 2023.
| Stagione        | Squadra         | Campionato      | Campionato | Campionato | Coppe nazionali | Coppe nazionali | Coppe nazionali | Coppe continentali | Coppe continentali | Coppe continentali | Altre coppe | Altre coppe | Altre coppe | Totale | Totale |
| Stagione        | Squadra         | Comp            | Pres       | Reti       | Comp            | Pres            | Reti            | Comp               | Pres               | Reti               | Comp        | Pres        | Reti        | Pres   | Reti   |
| --------------- | --------------- | --------------- | ---------- | ---------- | --------------- | --------------- | --------------- | ------------------ | ------------------ | ------------------ | ----------- | ----------- | ----------- | ------ | ------ |
| 2015-2016       | Monaco          | L1              | 0          | 0          | CF+CdL          | 0               | 0               | UCL+UEL            | 0                  | 0                  | -           | -           | -           | 0      | 0      |
| 2016-2017       | Monaco          | L1              | 5          | 0          | CF+CdL          | 2+0             | 1+0             | UCL                | 1                  | 0                  | -           | -           | -           | 8      | 1      |
| 2017-2018       | Monaco          | L1              | 11         | 0          | CF+CdL          | 2+2             | 0               | UCL                | 1                  | 0                  | SF          | 0           | 0           | 16     | 0      |
| 2018-2019       | Monaco          | L1              | 4          | 0          | CF+CdL          | 0+0             | 0               | UCL                | 1                  | 0                  | SF          | 0           | 0           | 5      | 0      |
| Totale Monaco   | Totale Monaco   | Totale Monaco   | 20         | 0          |                 | 6               | 1               |                    | 3                  | 0                  |             | 0           | 0           | 29     | 1      |
| 2019-2020       | Metz            | L1              | 20         | 0          | CF+CdL          | 1+1             | 0+0             | -                  | -                  | -                  | -           | -           | -           | 22     | 0      |
| 2020-2021       | Metz            | L1              | 6          | 0          | CF              | 0               | 0               | -                  | -                  | -                  | -           | -           | -           | 6      | 0      |
| 2021-2022       | Metz            | L1              | 19         | 0          | CF              | -               | -               | -                  | -                  | -                  | -           | -           | -           | 19     | 0      |
| 2022-2023       | Metz            | L2              | 22         | 1          | CF              | 2               | 0               | -                  | -                  | -                  | -           | -           | -           | 24     | 1      |
| 2022-2023       | Metz 2          | N2              | 2          | 0          |                 | -               | -               | -                  | -                  | -                  | -           | -           | -           | 2      | 0      |
| 2023-2024       | Metz            | L1              | 7          | 0          | CF              | -               | -               | -                  | -                  | -                  | -           | -           | -           | 7      | 0      |
| Totale Metz     | Totale Metz     | Totale Metz     | 74         | 1          |                 | 4               | 0               |                    | -                  | -                  |             | -           | -           | 78     | 0      |
| Totale carriera | Totale carriera | Totale carriera | 96         | 2          |                 | 10              | 1               |                    | 3                  | 0                  |             | 0           | 0           | 109    | 2      |

## Palmarès

### Club

#### Competizioni nazionali
- Campionato francese: 1

Monaco: 2016-2017